# Oxymerus vianai
Oxymerus vianai là một loài bọ cánh cứng trong họ Cerambycidae.